# Predator 2 (jeu vidéo)
Predator 2 est un jeu vidéo d'action édité par Mirrorsoft en 1991. Il existe plusieurs versions du jeu. La version sur micro-ordinateurs, développée par Arc Developments, est un jeu de tir de type shooting gallery. Les versions sur consoles Sega sont des jeux de tir de type run and gun en vue de dessus.
Il s'agit d'une adaptation du film Predator 2, sorti en 1990.